# Ulefoss
Ulefoss er en administrationsby i Nome kommune i Vestfold og Telemark fylke i Norge og har  ca. 3.000 indbyggere. Den er kommunecenter i Nome, der er et resultat af kommunesammenlægningen mellem Lunde og Holla (Ulefoss) i 1964. Ulefoss er et af Norges ældste industrisamfund med savværksdrift fra 1500-tallet og grube- og jernværksdrift fra 1600-tallet. Jordbrugserhvervet dominerer oplandet og Søve Landbrugsskole ligger ved byen.
Ulefoss har navn efter Ulefossen, der ligger hvor Eidselven løber ud i søen Norsjø. Vandkraften fra fossen udnyttes og rettighederne er delt mellem de to familier som har været dominerende i byens industrihistorie, Cappelen og Aall.